# Copa de Copenhaguen de futbol
La Copa de Copenhaguen de futbol, anomenada també Copa de la KBU, fou una competició danesa de futbol que disputaren clubs de la capital entre els anys 1910 i 1953. Es deixà de disputar amb la introducció de la Copa danesa de futbol. En els 44 anys en què es disputà se celebraren 743 partits i es marcaren 3.723 gols.

## Historial

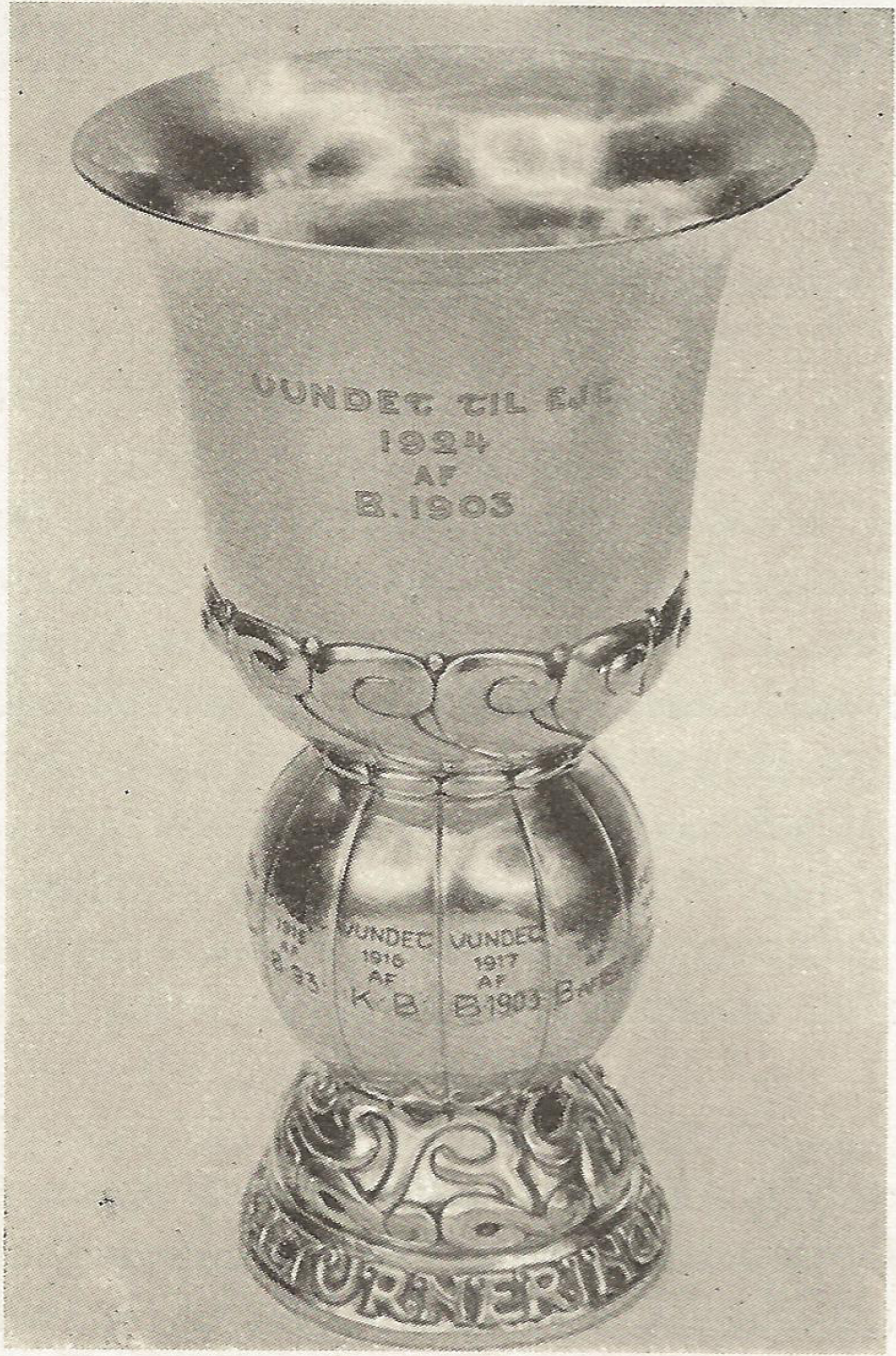
Primer trofeu, guanyat en propietat per B 1903 el 1924 després de 5 victòries.

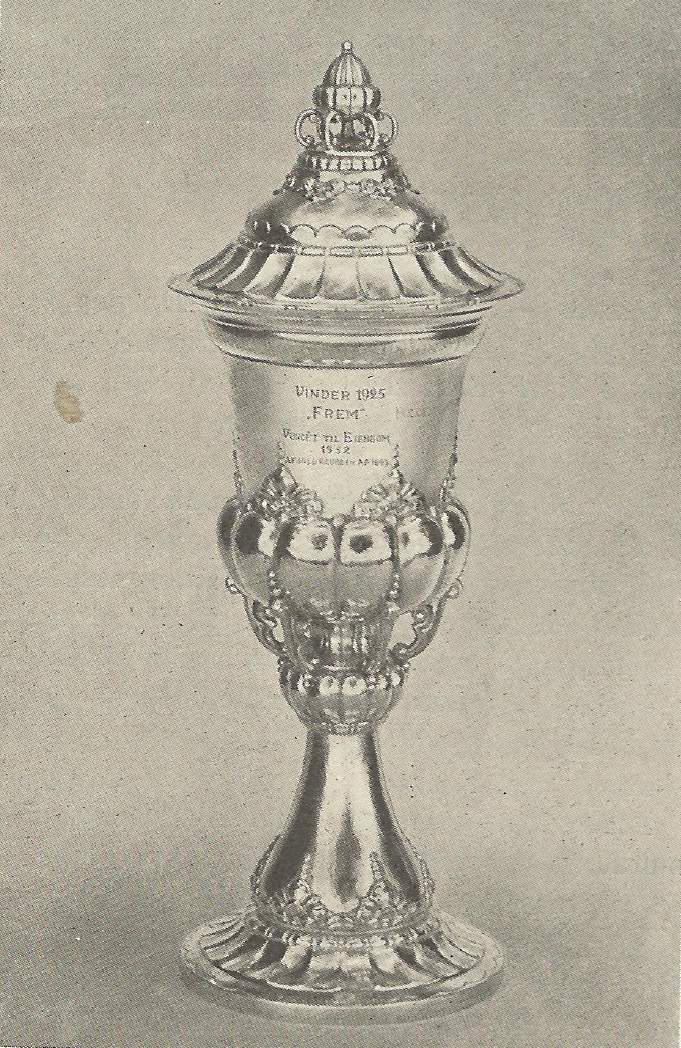
Segon trofeu entre 1925 i 1932, guanyat en propietat per B.93.

| Any     | Campió            | Finalista     | Participants |
| ------- | ----------------- | ------------- | ------------ |
| 1910    | B 93 (1)          | KB            | 10           |
| 1911    | Velo Hellerup (1) | Viktoria      | 7            |
| 1911    | Frem              | KB            | 5            |
| 1912    | KB (1)            | B 1903        | 10           |
| 1913    | KB (2)            | Frem          | 12           |
| 1914    | KB (3)            | AB            | 8            |
| 1915    | B 93 (2)          | AB            | 12           |
| 1916    | KB (4)            | B 93          | 12           |
| 1917    | B 1903 (1)        | ØB            | 12           |
| 1918    | B 93 (3)          | Frem          | 13           |
| 1919    | B 1903 (2)        | Frem          | 13           |
| 1920    | B 1903 (3)        | B 93          | 8            |
| 1921    | B 1903 (4)        | B 93          | 8            |
| 1922    | B 93 (4)          | ØB            | 8            |
| 1923    | KB (5)            | B 93          | 8            |
| 1924    | B 1903 (5)        | Frem          | 8            |
| 1925    | Frem (1)          | AB            | 8            |
| 1926    | B 93 (5)          | KB            | 8            |
| 1927    | Frem (2)          | B 93          | 8            |
| 1928    | B 1903 (6)        | B 93          | 8            |
| 1929    | B 93 (6)          | B 1903        | 8            |
| 1930    | B 93 (7)          | Frem          | 8            |
| 1931    | B 93 (8)          | AB            | 8            |
| 1932    | B 93 (9)          | KB            | 8            |
| 1933    | KB (6)            | Fremad Amager | 8            |
| 1934    | B 93 (10)         | Frem          | 8            |
| 1935    | HIK (1)           | B 93          | 8            |
| 1936    | AB (1)            | KB            | 8            |
| 1937    | B 1903 (7)        | KB            | 8            |
| 1938    | Frem (3)          | HIK           | 8            |
| 1939    | B 93 (11)         | Frem          | 8            |
| 1940    | Frem (4)          | KB            | 8            |
| 1941    | B 93 (12)         | KB            | 8            |
| 1942    | AB (2)            | B 93          | 8            |
| 1943-44 | Frem (5)          | B 93          | 8            |
| 1944    | AB (3)            | Frem          | 8            |
| 1945    | AB (4)            | B 93          | 8            |
| 1946    | Frem (6)          | AB            | 8            |
| 1947    | ØB (1)            | B 1903        | 52           |
| 1948    | KB (7)            | B 1903        | 52           |
| 1949-50 | AB (5)            | KB            | 52           |
| 1950-51 | AB (6)            | B 93          | 52           |
| 1951-52 | KB (8)            | B 93          | 52           |
| 1952-53 | Fremad Amager (1) | KB            | 52           |
| 1953    | B 93 (13)         | AB            | 52           |

## Palmarès
| Títols                               | Equip         |
| ------------------------------------ | ------------- |
| 13                                   | B 93          |
| 8                                    | KB            |
| 7                                    | B 1903        |
| 6                                    | Frem          |
| 6                                    | AB            |
| 1                                    | Velo          |
| 1                                    | HIK           |
| 1                                    | ØB            |
| 1                                    | Fremad Amager |
| Nota: Copa Baneklubberne no inclosa. |               |